# Albulae Aquae
Albulae Aquae ("Aguas Blancas") es un grupo de manantiales ubicado a 6 kilómetros (3,7 millas) al oeste de Tívoli en Italia.
El agua de los manantiales es celeste, por su alta concentración de azufre y carbonato de cal, y emana a una temperatura de aproximadamente 24 °C (75 °F). Existen restos de un establecimiento termal romano cerca del manantial principal, el llamado Lago de la Reyna (Lago della Regina), cuyo tamaño continúa disminuyendo debido a los depósitos dejados por el agua. Se han encontrado en el sitio inscripciones dedicatorias en honor a las aguas.
Varios autores romanos la mencionan, entre ellos Estrabón, Virgilio, Isidoro, Vitruvio y Plinio el Viejo quien las menciona en su Historia Naturalis 31.6, 
Iuxta Romam Albulae aquae volneribus medentur, egelidae hae, 

sed Cutiliae in Sabinis gelidissimae suctu quodam corpora invadunt, 

ut prope morsus videri possit, aptissimae stomacho, nervis, universo corpori.

Cerca de Roma las aguas del Álbula curan heridas. Estas son tibias, 

pero las de Cutilia de las sabinos muy frías, y penetran el cuerpo con una especie de succión,

casi como si mordieran, y son muy saludables para el estómago, los nervios y todo el cuerpo.

## Galería

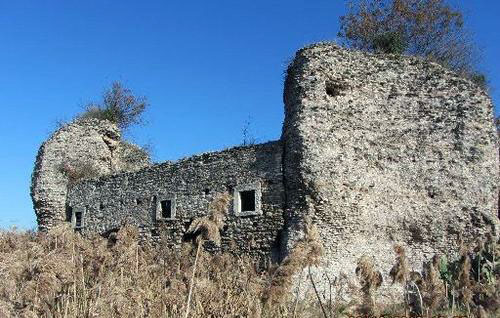
Ruinas de las termas romanas
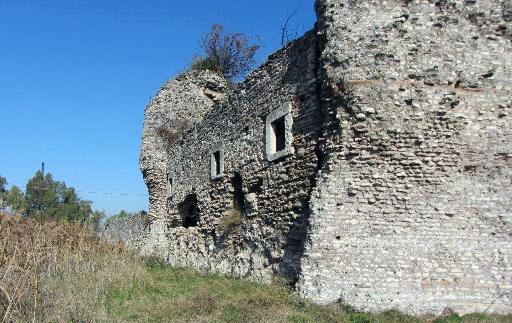
Las termas romanas
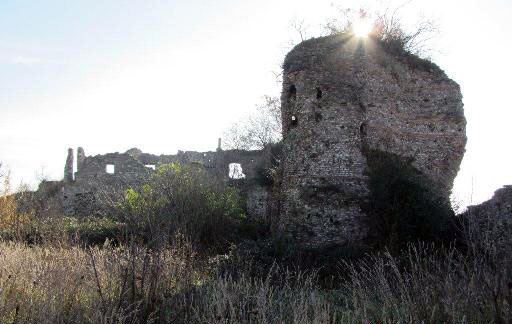
Otra vista de las termas con el sol en alto